# Đỉnh đầu (thực vật)
Đỉnh đầu hay nhân trần (danh pháp khoa học: Platostoma hispidum) là một loài thực vật có hoa trong họ Hoa môi. Loài này được Carl Linnaeus miêu tả khoa học đầu tiên năm 1762 dưới danh pháp Gomphrena hispida. Năm 1997 A. J. Paton chuyển nó sang chi Platostoma.
Loài này là bản địa khu vực nhiệt đới và cận nhiệt đới châu Á, từ Ấn Độ qua miền nam Trung Quốc, Đông Nam Á tới Papua New Guinea.